# Pseudothespis meghalayensis
Pseudothespis meghalayensis es una especie de mantis de la familia Thespidae.

## Distribución geográfica
Se encuentra en India.